# Colomban Cri-cri
El Colomban Cri-Cri és l'aeronau tripulada amb motor més petita del món i va ser dissenyada a principis dels anys 70 per l'enginyer aeronàutic francès Michel Colomban. El nom Cri-Cri ve del renom de Christine, una de les filles de Colomban. i també és la paraula francesa que s'utilitza per denominar el so d'un grill o cigala, tot i que no és clar si Colomban buscava aquest doble significat.

## Disseny i desenvolupament
El MC-10 Cri-Cri presenta una ala baixa amb voladís, una cabina tancada de bombolla monoplaça, tren d'aterratge fixe en tricicle i motors muntats al davant de l'aeronau amb configuració de tracció. L'aeronau està feta completament d'alumini encolat a un tipus de PVC. Més endavant Colomban va proposar una nova versió biplaça, el MC-1000, que va obtindre el mateix èxit de vendes.

## Especificacions (MC 15)
Característiques generals
- Tripulació: 1
- Longitud: 3,9 m
- Envergadura: 4,9 m
- Alçada:
- Superfície de l'ala 3,1 m2
- Pes buit: 78 kg
- Pes màxim d'enlairament: 170 kg
- Motors: 2×  JPX PUL 212 motors mono-cilindre de pistó , 15 h.p.   cada un
- Hèlixs: de 2 pales

 Rendiment 
- Velocitat màxima: 220 km/h
- Velocitat de creuer: 185 km/h
- Abast: 463 km
- Sostre de servei: 3.700 m
- Ràtio d'ascens: 6,6 m/s
- Càrrega alar: 55 kg/m2

### Aeronaus comparables en rol, configuració i època
- Aerosport Rail
- Beaujon Enduro
- Beaujon Mach .07